# Shai Gilgeous-Alexander
Shaivonte Aician Gilgeous-Alexander (Toronto, 12 juli 1998) is een Canadees basketballer die sinds 2019 uitkomt voor de Oklahoma City Thunder in de Amerikaanse NBA.

## Carrière

### Een sterk NBA-debuut bij De Los Angeles Clippers
Gilgeous-Alexander speelde collegebasketbal voor de Kentucky Wildcats tijdens het seizoen 2017/18, waarna hij zich in 2018 kandidaat stelde voor de NBA draft. Hij werd als 11e in de eerste ronde gekozen door de Charlotte Hornets maar werd meteen geruild naar de Los Angeles Clippers voor Miles Bridges en twee draftpicks. Hij speelde in de zomer van 2018 in de NBA Summer League voor de Clippers. Op 17 oktober 2018 maakte Gilgeous-Alexander zijn debuut in de NBA tijdens de openingswedstrijd van de Clippers tegen de Denver Nuggets. Vanaf de 10e speeldag werd Gilgeous-Alexander uitgespeeld in het basiselftal van de Clippers. Als gevolg van sterk rookie-seizoen werd Gilgeous-Alexander verkozen in het NBA All-Rookie Second Team.

### Ruil naar Oklahoma City Thunder
Aan het einde van het seizoen werd hij geruild naar de Oklahoma City Thunder samen met Danilo Gallinari voor Paul George, daarnaast waren er ook nog meerdere draftpicks betrokken bij de ruil. Bij de Thunder werd Gilgeous-Alexander onmiddellijk in de starting five opgenomen. Op 13 januari 2020 liet Gilgeous-Alexander zijn eerste triple double optekenen: tijdens een wedstrijd tegen de Minnesota Timberwolves was hij goed voor 20 punten, 10 assists en 20 rebounds. Hiermee werd hij de jongste speler in de NBA-geschiedenis met meer dan 20 punten, 20 rebounds en 10 assists tijdens éénzelfde wedstrijd. Met Oklahoma bereikte Gilgeous-Alexander de playoffs van dit door de coronapandemie geteisterde seizoen. In de eerste ronde van de playoffs verloor Oklahoma met 4-3 van de Houston Rockets.
Op 24 maart 2021 liep Gilgeous-Alexander een scheur in de Aponeurosis plantaris op waardoor hij de rest van het seizoen 2020/21 aan zich moest laten voorbijgaan. Op 3 augustus 2021 tekende Gilgeous-Alexander een nieuw contract voor 5 seizoenen bij de Oklahoma City Thunder, goed voor een salaris van 172 miljoen USD. Ook het seizoen 2021/22 moest hij in maart 2022 vroegtijdig beëindigen, dit maal als gevolg van een enkelblessure.

### 2022/23: Eerste NBA All-Star Game, All-NBA First Team en WK-brons met Canada
Gilgeous-Alexander speelde een sterke eerste seizoenshelft tijdens het seizoen 2022/23 wat hem op 2 februari 2023 een eerste selectie voor het team van de Western Conference in het NBA All-Star Game opleverde. OP 10 februari 2023 was Gilgeous-Alexander in de wedstrijd tegen de Portland Trail Blazers goed voor 44 punten waarbij hij 13 van zijn 16 doelpogingen binnenwierp. Hiermee werd Gilgeous-Alexander de eerste speler in de geschiedenis van de Oklahoma City Thunder die meer dan 40 punten kon scoren met een goalpercentage hoger dan 80%. Gilgeous-Alexander sloot het reguliere seizoen af met een gemiddelde van 31,4 punten per wedstrijd. In de geschiedenis van de Thunder scoorden enkel Kevin Durant en Russell Westbrook ooit eerder meer dan 30 punten gemiddeld. Met een veldgoalpercentage van 51% werd hij ook de jongste guard in de NBA-geschiedenis met een gemiddelde van meer dan 30 punten en een hogere efficiëntie dan 50%, een record dat hij zo kon afsnoepen van Michael Jordan. Als gevolg van deze prestaties eindigde Gilgeous-Alexander op de 5e plaats in de MVP-verkiezing en werd hij verkozen in het All-NBA First Team. Ondanks zijn sterke prestaties kon Gilgeous-Alexander zich met de Oklahoma City Thunder niet kwalificeren voor de NBA Playoffs. 
In de zomer van 2023 nam Gilgeous-Alexander met Canada deel aan het WK in de Filipijnen, Japan en Indonesië. Na groepswinst won Canada ook zijn groep in de tweede ronde. In de kwartfinale was Gilgeous-Alexander met Canada te sterk voor Slovenië en Luca Dončić. In de halve finale moest Canada zijn meerdere erkennen in Servië. In de kleine finale won Canada na verlengingen van de topfavoriet Verenigde Staten zodat Gilgeous-Alexander met brons naar huis mocht terug keren. Gilgeous-Alexander werd ook geselecteerd voor het FIBA Basketball World Cup All-Tournament Team. 

### 2023/24: net geen MVP - met OKC het beste team in de Western Conference
Gilgeous-Alexander was ook tijdens het seizoen 2023/24 op de afspraak wat hem een tweede selectie opleverderde voor het NBA All-Star Game, de eerste keer als startspeler in de ploeg van de Western Conference. Op 12 maart 2024 scoorde Gilgeous-Alexander opnieuw 30 punten, de 48e keer dit seizoen op dat moment. Hiermee deed hij beter dan het vorige record In Oklakoma, dat op naam stond van Kevin Durant. Gilgeous-Alexander sloot het seizoen af met wedstrijdgemiddeldes van 30,1 punten, 6,2 rebounds en 5,5 assists. Hij eindigde tweede in de MVP-verkiezing, achter Nikola Jokić en werd opnieuw gekozen voor het All-NBA First Team. Oklahoma sloot het seizoen af met 57 overwinningen, goed voor de 1e plaats in de Western Conference. In de playoffs won Oklahoma in de eerste ronde met duidelijke 4-0 cijfers van de New Orleans Pelicans. In de tweede ronde verloor SGA met Oklahoma met 4-2 van de Dallas Mavericks, de latere finalist. In de zomer van 2024 nam Gilgeous-Alexander met Canada deel aan het Olympisch basketbaltoernooi in Parijs. Dankzij groepswinst in de eerste ronde kon Canada zich plaatsen voor de kwartfinales. In deze kwartfinale verloor Canada van Frankrijk waardoor Canada op de 5e plaats eindigde.

### 2024/25: eerste keer MVP en NBA-titel
Tijdens het seizoen 2024/25 liet Oklahoma City in de maand december een 12-1 winst/verlies-reeks optekenen. Gilgeous-Alexander werd zowel in november als december verkozen tot speler van de maand in de Western Conference. Op 2 januari 2025 won Oklahoma onder aanvoering van Gilgeous-Alexander voor de 13e keer op rij, een nieuw record in de geschiedenis van OKC. Eind januari 2025 werd Gilgeous-Alexander voor de 3e opeenvolgende keer geselecteerd voor de NBA All-Star Game. Op 12 maart 2025 scoorde Gilgeous-Alexander 34 punten in een wedstrijd tegen de Boston Celtics. Hiermee rondde hij de kaap van 10.000 punten. Gilgeous-Alexander realiseerde dit in 368 wedstrijden voor de Oklahoma City Thunder, een verbetering van het vorige record van Kevin Durant die deze kaap rondde in 381 wedstrijden. Twee weken later, op 25 maart 2025, scoorde Shai 32 punten tegen de Sacramento Kings. Gilgeous-Alexander scoorde op deze manier 65 opeenvolgende wedstrijden meer dan 20 punten, een nieuw record in de geschiedenis van de Oklahoma City Thunder. 
Gilgeous-Alexander sloot het seizoen af met een gemiddelde van 32,7 punten en was hiermee de beste schutter van het seizoen. Hij was hiermee de eerste Canadees en nog maar de derde niet-Amerikaan die dit kon realiseren. Verder realiseerde Gilgeous-Alexander het meeste wedstrijden met meer dan 20 punten (75 keer), met meer dan 30 punten (49), met meer dan 40 punten (13) en meer dan 50 punten (3). Hij sloot het seizoen af met een reeks van 72 opeenvolgende wedstrijden met meer dan 20 punten, waarmee hij het vorige record van Michael Jordan verbeterde. Het was tevens het derde seizoen op rij met een gemiddelde van meer dan 30 punten, een prestatie die eerder maar kon gerealiseerd worden door Michael Jordan, Wilt Chamberlain, Oscar Robertson, Kareem Abdul-Jabbar, James Harden, Joel Embiid en Bob McAdoo.  Op 22 mei 2025 werd Gilgeous-Alexander verkozen tot MVP als bekroning voor zijn seizoen. Oklahoma sloot het reguliere seizoen af als beste ploeg met 68 overwinningen. In de playoffs was Gilgeous-Alexander met Oklahoma achtereenvolgens te sterk voor de Memphis Grizzlies en de Denver Nuggets. In de finale van de Western conference won Oklahoma met 4-1 van de Minnesota Timberwolves zodat Gilgeous-Alexander met Oklahoma in de NBA Finale mocht spelen tegen de Indiana Pacers. In deze NBA Finale was Oklahoma in 7 wedstrijden de betere van Indiana, zodat Gilgeous-Alexander een eerste NBA-titel op zijn palmares mocht bijschrijven. Ook werd hij uitgeroepen tot de NBA Finals Most Valuable Player. Op 1 juli 2025 tekende Gilgeous-Alexander een contractverlenging bij de Thunder. Hiermee wordt Gilgeous-Alexander met een jaarsalaris van ongeveer 60 miljoen euro, de best betaalde speler in de NBA-geschiedenis.

## Privéleven
Shai's jongere broer Thomasi speelde ook collegebasketbal en zijn neef Nickeil Alexander-Walker is ook een profbasketballer. Zijn moeder was Olympisch sprintster Charmaine Gilgeous die uitkwam voor Antigua en Barbuda op de Spelen van 1992.

## Erelijst
- NBA All-Rookie Second Team: 2019
- NBA All-Star: 2023
- All-NBA First Team: 2023, 2024
- NBA Most Valuable Player Award: 2025
- NBA-kampioen: 2025
- NBA Finals Most Valuable Player Award: 2025

## Statistieken

### Regulier seizoen
| Seizoen  | Team                  | WG  | WS  | MPW  | 2P%  | 3P%  | FW%  | RPW | APW | SPW | BPW | PPW  |
| -------- | --------------------- | --- | --- | ---- | ---- | ---- | ---- | --- | --- | --- | --- | ---- |
| 2018/19  | Los Angeles Clippers  | 82  | 73  | 26,5 | 47,6 | 36,7 | 80,0 | 2,8 | 3,3 | 1,2 | 0,5 | 10,8 |
| 2019/20  | Oklahoma City Thunder | 70  | 70  | 34,7 | 47,1 | 34,7 | 80,7 | 5,9 | 3,3 | 1,1 | 0,7 | 19,0 |
| 2020/21  | Oklahoma City Thunder | 35  | 35  | 33,7 | 50,0 | 41,8 | 80,8 | 4,7 | 5,9 | 0,8 | 0,7 | 23,7 |
| 2021/22  | Oklahoma City Thunder | 56  | 56  | 34,7 | 45,3 | 30,0 | 81,0 | 5,0 | 5,9 | 1,3 | 0,8 | 24,5 |
| 2022/23  | Oklahoma City Thunder | 68  | 68  | 35,5 | 51,0 | 34,5 | 90,5 | 4,8 | 5,5 | 1,6 | 1,0 | 31,4 |
| 2023/24  | Oklahoma City Thunder | 75  | 75  | 34,0 | 53,5 | 35,3 | 87,4 | 5,5 | 6,2 | 2,0 | 0,9 | 30,1 |
| 2024/25  | Oklahoma City Thunder | 76  | 76  | 34,2 | 51,9 | 37,5 | 89,8 | 5,0 | 6,4 | 1,7 | 1,0 | 32,7 |
| Carrière | Carrière              | 462 | 453 | 33,1 | 50,1 | 35,5 | 86,2 | 4,8 | 5,1 | 1,4 | 0,8 | 24,4 |
| All-Star | All-Star              | 3   | 2   | 16,9 | 73,3 | 68,8 | 50,0 | 3,0 | 4,7 | 0,3 | 0,3 | 18,7 |

### Play-in
| Seizoen  | Team                  | WG | WS | MPW  | 2P%  | 3P%  | FW%   | RPW | APW | SPW | BPW | PPW  |
| -------- | --------------------- | -- | -- | ---- | ---- | ---- | ----- | --- | --- | --- | --- | ---- |
| 2022/23  | Oklahoma City Thunder | 2  | 2  | 38,7 | 39,0 | 33,3 | 100,0 | 6,0 | 3,0 | 2,0 | 2,0 | 27,0 |
| Carrière | Carrière              | 2  | 2  | 38,7 | 39,0 | 33,3 | 100,0 | 6,0 | 3,0 | 2,0 | 2,0 | 27,0 |

### Play-offs
| Seizoen  | Team                  | WG | WS | MPW  | 2P%  | 3P%  | FW%  | RPW | APW | SPW | BPW | PPW  |
| -------- | --------------------- | -- | -- | ---- | ---- | ---- | ---- | --- | --- | --- | --- | ---- |
| 2018/19  | Los Angeles Clippers  | 6  | 6  | 28,8 | 46,7 | 50,0 | 85,0 | 2,7 | 3,2 | 1,0 | 0,8 | 13,7 |
| 2019/20  | Oklahoma City Thunder | 7  | 7  | 39,9 | 43,3 | 40,0 | 95,7 | 5,3 | 4,1 | 1,0 | 0,4 | 16,3 |
| 2023/24  | Oklahoma City Thunder | 10 | 10 | 39,9 | 49,6 | 43,2 | 79,0 | 7,2 | 6,4 | 1,3 | 1,7 | 30,2 |
| 2024/25  | Oklahoma City Thunder | 23 | 23 | 37,0 | 46,2 | 28,3 | 87,6 | 5,3 | 6,5 | 1,7 | 0,9 | 29,9 |
| Carrière | Carrière              | 46 | 46 | 37,0 | 46,8 | 35,0 | 85,9 | 5,4 | 5,7 | 1,4 | 1,0 | 25,8 |

2 Gilgeous-Alexander · 
3 Jones · 
5 Dort · 
6 Jay. Williams · 
7 Holmgren · 
8 Jal. Williams · 
9 Caruso · 
11 Joe · 
13 Dieng · 
14 Flagler · 
15 Carlson · 
21 Wiggins · 
22 Wallace · 
25 Mitchell · 
34 K. Williams · 
55 Hartenstein · 
88 Ducas · 
Coach Daigneault